# Edifici al carrer Sant Llorenç, 10-12 (Tarragona)
L'Edifici al carrer Sant Llorenç, 10-12 és una obra amb elements neoclàssics i romàntics de Tarragona protegida com a Bé Cultural d'Interès Local.

## Descripció
Edifici de tres pisos, planta baixa i golfes. Sobre una de les tres portes que s'utilitzaren en altre temps per arribar a l'interior de l'edifici i que s'obren a la façana del c/ de Sant Llorenç hi ha una placa amb la data de 1855. Cal destacar la decoració amb plafons ornamentals en terra cuita de tota la façana.